# Euklids Elementer
Euklids Elementer er en 13 binds lærebog i matematik og geometri skrevet af den græske matematiker Euklid i Egypten i begyndelsen af 3. århundrede f.Kr.
Den anses for at være den mest succesfulde lærebog, der nogensinde er skrevet. Euklids Elementer var én af de første bøger, der blev trykt og er kun overgået af Bibelen i antal af forskellige udgivelser (der er over tusind forskellige). I århundreder var den obligatorisk læsning på universiteterne. Først i det 20. århundrede ophørte den med at være noget, som alle veluddannede havde læst.
Værket blev bearbejdet af Theon af Alexandria i midten af 300-tallet, og denne version har siden ligget til grund for senere udgaver. Gennem de følgende århundrer er værket blevet spredt i et utal af oversættelser og bearbejdelser i middelhavsområdet, Europa og Asien. Den første trykte udgave fremkom i Venedig i 1482, og den er senere trykt i over 1000 udgaver på forskellige sprog.
Den græske filosof Proklos var en af de første, som i 300-tallet diskuterede værket. Han mente, at navnet Elementer er ment at have samme mening i matematikken som bogstaver har, når de sættes sammen til tekst eller grundstof, har som byggesten til al materie. Ved at præsentere disse grundlæggende elementer kunne så nye matematiske sandheder udledes.
Ud fra den måde, som Elementerne er bygget op på ved brug af definitioner og aksiomer, som gør det muligt at bevise og konstruere forskellige matematiske resultater, har værket frem til i nutiden været et forbillede for hvorledes, videnskabelige sandheder kan udledes baseret på ren logik. Det hører uden tvivl til de mest indflydelsesrige værker i matematikkens historie. I den vestlige verden har værket været lærebog i geometri i nærmere 2000 år og er måske verdens mest kendte fagbog.

## Indhold
Elementerne består af 13 bind eller bøger. I første bog defineres grundlæggende begreber i geometrien som punkt, linje, vinkel og så videre. Parallelle linjer blev defineret som to linjer, som ikke skærer hinanden. En linje er vinkelret (perpendikulær) til en anden, hvis de to nabovinkler på samme side er lige store og defineres som en ret vinkel.
Alt dette svarer til, hvad man kan tegne i sandet eller på et stykke papir. Som platoniker mente Euklid, at disse geometriske begreber er enkle udgaver af modsvarende objekter i en mere ideel og abstrakt verden. Deres egenskaber kan derfor ikke bevises, men må accepteres som intuitivt sande og logisk oplagte. For eksempel, så er det hele større end en del. Eller ting, som er lig samme ting, er også lig hinanden. Disse logisk oplagte sandheder tog Euklid som sine aksiomer.
Endvidere formulerede Euklid fem postulater, som siger hvordan, disse begreber kan benyttes i geometrien:
1. Et linjestykke kan trækkes fra et punkt til et andet.
2. Et linjestykke kan forlænges til en vilkårlig lang linje.
3. Omkring hvert punkt kan beskrives en cirkel med en vilkårlig stor radius.
4. Alle rette vinkler er lige store.
5. Hvis en lige linje skærer to lige linjer således, at summen af de indre vinkler på samme side er mindre end to rette vinkler, så kommer de to rette linjer til at skære hinanden på den side, hvor de indre vinkler befinder sig, når linjerne forlænges vilkårlig langt.

Disse er ikke længere oplagte sandheder, men kan heller ikke bevises fra de mere generelle aksiomer. Baseret på disse antagelser og nye definitioner, kunne han så i de følgende bøger ved deduktiv logik udlede en stor mængde teoremer eller sætninger inden for geometrien og aritmetikken.

### Bog 1 - 4: Plangeometri
De første bøger omhandler meget af det, som var kendt fra Pythagoras og hans elever, blandt andet Pythagoras’ læresætning. Videre bevises Thales' teorem og mange egenskaber ved cirkler. Fra betragtninger omkring korder og tangenter, udledes det, som i dag kaldes potensen til et punkt. I fjerde bog diskuteres egenskaber ved mangekanter.

### Bog 5 - 10: Talteori
Selv om Elementerne hovedsagelig omhandler geometri, behandles her også talteori, brøker og proportioner. I syvende bog viser Euklid, at antallet af primtal er uendelig. Her udvikles også hans algoritme for at beregne største fælles divisor for to heltal. Videre omtales perfekte tal og hvordan disse kan findes. Også geometriske rækker og deres summation bliver behandlet. I den tiende bog diskuteres inkommensurable størrelser, og det bliver vist, at √2 er et irrationalt tal.

### Bog 11 - 13: Rumgeometri
I de tre sidste bøger omtales linjer, vinkler og plan i rummet. Dette benyttes til at udlede egenskaber ved parallellepipeder, cylindre og kegler. Euklid viser, at volumet for en kegle er en tredjedel af volumet af den tilsvarende cylinder, mens volumet for en kugle øges med tredje potens af dens radius. Dette afsluttes i den trettende bog med omtale af de platoniske legemer, og han beviser, at der kun kan være fem sådanne. Han beregner til sidst deres sidekanter.

## Parallelle linjer
Det blev tidligt klart, at Euklids aksiomer ikke kunne være absolutte sandheder. Specielt det femte aksiom var omstridt. Mange mente, at det måtte kunne udledes fra de fire første og derfor ikke var at betragte som et fundamentalt aksiom. De første 28 teoremer, som Euklid beviste, var også uafhængigt af dette. Euklid selv havde forgæves forsøgt at bevise det. Man kunne derfor tænke sig geometrier, hvor dette ikke længere behøvedes. En sådan geometri fik senere navnet neutral geometri eller absolut geometri. I midten af 1800-tallet viste Bolyai og Lobatjevskij, at dette leder til hyperbolsk geometri.
Linjer i planet, som ikke skærer hinanden, var af Euklid defineret at være parallelle. Det femte aksiom angår derfor eksistensen af sådanne parallelle linjer og har derfor fået navnet parallelaksiomet. Antages det at holde, er det ækvivalent med at summen af vinklerne i en trekant er lig to rette vinkler. Det er ensbetydende med, at to linjer er parallelle, når de har konstant afstand til hinanden eller andre, ækvivalente formuleringer.
Måske den bedste formulering af dette aksiom blev givet af den skotske matematiker John Playfair. Han definerede Euklidisk geometri ved at gennem et punkt uden for en lige linje er der kun én parallel linje. I midten af 1800-tallet blev det klart, at dette åbnede for ikke-euklidiske geometrier, hvor der ikke findes nogen parallelle linjer eller mere end én gennem et sådant punkt. I det første tilfælde taler man da om sfærisk geometri, mens i det sidste tilfælde har man hyperbolsk geometri. Denne nye indsigt førte til en rig opblomstring af geometri og moderne matematik.